# 대기전기학

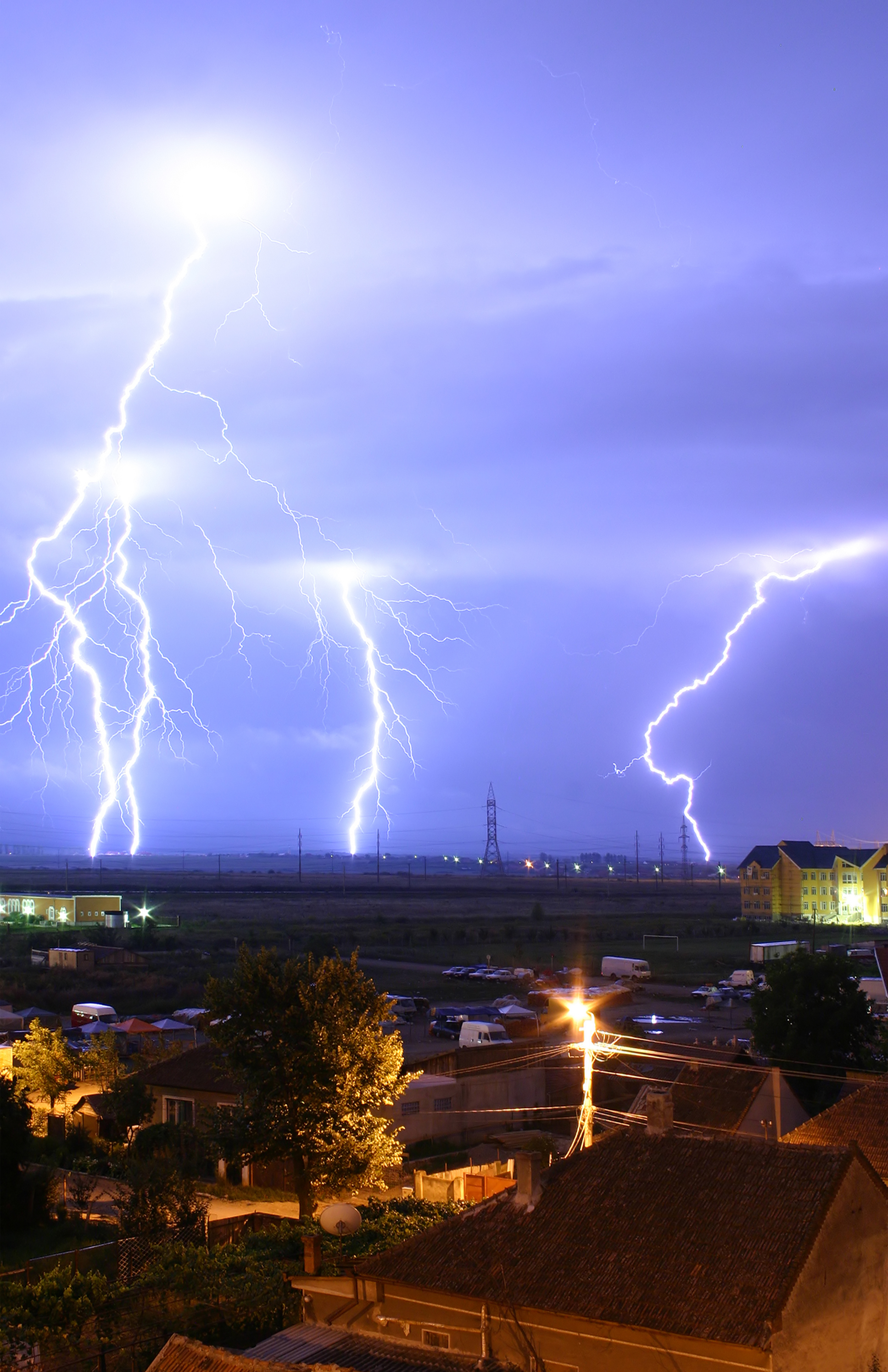

대기전기학(大氣電氣學)은 전자기학 중 지구자기장, 번개 및 공중 방전, 대기 이온 등 기상학적인 현상을 대상으로 한 학문이다.
지표면, 대기 및 전리층 사이의 전하 이동은 전지구 대기 전기 회로로 알려져 있다. 대기 전기는 정전기, 대기 물리학, 기상학 및 지구 과학의 개념을 포함하는 오랜 역사를 가진 학제 간 주제이다.
뇌우는 대기에서 거대한 배터리 역할을 하여 표면에 대해 약 400,000볼트까지 전기권을 충전한다. 이것은 고도가 증가함에 따라 감소하는 대기 전체에 전기장을 설정한다. 우주선과 자연 방사능에 의해 생성된 대기 이온은 전기장에서 이동하므로 천둥 번개가 치지 않는 곳에서도 매우 작은 전류가 대기를 통해 흐른다. 지구 표면 근처에서 필드의 크기는 평균적으로 약 100V/m이다.
대기 전기는 폭풍우 구름에 저장된 엄청난 양의 대기 전하를 빠르게 방출하기 위해 번개를 생성하는 뇌우와 우주선 및 자연 방사능의 이온화로 인한 공기의 지속적인 대전을 모두 포함하여 대기가 완전히 중립적이지 않도록 한다.

## 같이 보기
- 전리층
- 지자기
- 번개